# Michael Woods (kolarz)
Michael „Mike” Woods (ur. 12 października 1986 w Toronto) – kanadyjski kolarz szosowy, były lekkoatleta.

## Kariera lekkoatletyczna
Jako dziecko chciał zostać lewoskrzydłowym w hokejowej drużynie Toronto Maple Leafs. Później rozpoczął treningi lekkoatletyczne. Kanadyjczyk był biegaczem średniodystansowym. W 2005 zwyciężył w panamerykańskich mistrzostwach juniorów. Karierę lekkoatletyczną zakończył w 2009.

### Rekordy życiowe
| Konkurencja         | Rezultat | Data          | Miejsce     |
| ------------------- | -------- | ------------- | ----------- |
| Bieg na 800 metrów  | 1:52.95  | 5 maja 2007   | Ann Arbor   |
| Bieg na 1500 metrów | 3:39.37  | 7 lipca 2006  | Cuxhaven    |
| Bieg na 1 milę      | 3:57.48  | 28 lipca 2005 | Windsor     |
| Bieg na 3000 metrów | 8:02.58  | 6 lipca 2007  | Halifax     |
| Bieg na 5000 metrów | 14:14.18 | 13 maja 2007  | Pensylwania |

## Kariera kolarska
Pierwszy sukces Kanadyjczyka w kolarstwie to drugie miejsce w Tour of Utah 2015. Woods był piąty w klasyfikacji generalnej Tour Down Under 2016. Podczas Vuelta a España 2017 zajął 7. miejsce. Drugi w klasyku Liège-Bastogne-Liège 2018. Zwycięzca etapu na Vuelta a España 2018. W tym samym roku został brązowym medalista mistrzostw świata. W 2019 roku wygrał najstarszy klasyk w historii kolarstwa Mediolan-Turyn.

## Rankingi
| Rok              | 2014 | 2015 | 2016 | 2017 | 2018 | 2019 | 2020 | 2021 | 2022 | 2023 | 2024 |
| ---------------- | ---- | ---- | ---- | ---- | ---- | ---- | ---- | ---- | ---- | ---- | ---- |
| UCI World Tour   |      |      | 82.  | 71.  | 57.  |      |      |      |      |      |      |
| World Ranking    |      |      | 121. | 91.  | 38.  | 23.  | 42.  | 13.  | 98.  | 47.  | 115. |
| UCI Europe Tour  | -    | 333. | 250. | 495. | 220. |      |      |      |      |      |      |
| UCI America Tour | 118. | 3.   | 445. | -    | 134. | 3.   | 4.   | 3.   | 10.  | 5.   | 14.  |
|                  |      |      |      |      |      |      |      |      |      |      |      |
| Źródło: UCI      |      |      |      |      |      |      |      |      |      |      |      |

## Życie prywatne
Jest żonaty, w 2018 stracił swojego nienarodzonego syna.